# Waco: The Rules of Engagement
Waco: The Rules of Engagement es un documental estadounidense de 1997 dirigido por William Gazecki sobre los 51 días del asedio de Waco, comenzando por el 28 de febrero con el asalto de la Agencia de Alcohol, Tabaco, Armas de Fuego y Explosivos a la casa y la iglesia de los davidianos Waco (Texas), hasta el asalto final del FBI del 19 de abril al edificio. Al finalizar el asalto, el edificio acabó devorado por las llamas.

## Producción
La película fue encabezada por el activista por los derechos de las armas convertido en cineasta Michael McNulty, que gastó veintiocho meses y 400.000 dólares en el desarrollo de la película. Más tarde, el ex reportero de noticias de negocios de CNN, Dan Gifford y su esposa Amy Sommer Gifford entraron como coproductores, suministrando casi otro millón de dólares. El director William Gazecki se unió a McNulty en un viaje por el país para entrevistar y filmar a los participantes de la película.

## Summary
La película resultante, con Dan Gifford narrando, combinó cintas del FBI, videos caseros davidianos, imágenes de las audiencias del Congreso sobre Waco y extensas entrevistas con sobrevivientes davidianos, representantes de las fuerzas del orden, investigadores independientes, académicos y científicos. La película pintó una imagen oscura de las acciones de las fuerzas del orden, acusando a los agentes del FBI de disparar contra el edificio de los Davidianos el 19 de abril.

## Acogida del público
El film fue presentado en el Festival de Sundance en enero de 1997. Ese año ganó el Premio Emmy de Noticia y Documental y fue nominado al Óscar al mejor documental largo.
Debido a una pelea entre Michael McNulty y Dan y Amy Gifford, se produjeron diferentes cortes de este documental. La versión disponible hoy en video es un corte de 135 minutos. Michael McNulty continuaría haciendo Waco: A New Revelation lanzado en 1999 y The F.L.I.R. Project lanzado en 2001.